# Stictopisthus arcuatus
Stictopisthus arcuatus är en stekelart som beskrevs av Dasch 1974. Stictopisthus arcuatus ingår i släktet Stictopisthus och familjen brokparasitsteklar. Inga underarter finns listade i Catalogue of Life.